# Campeonato Paulista de Futebol de 1926 (LAF)
O Campeonato da Liga dos Amadores de Foot-ball de 1926 foi a 1.ª edição do campeonato organizado pela LAF, jogado pelos clubes paulistas filiados a esta liga. É reconhecido como legítima edição do Campeonato Paulista de Futebol pela FPF. O  campeão foi o Paulistano, com o Germânia ficando com o vice campeonato.
Idealizado e liderado pelo Paulistano, o título só podia ser conquistado pelo Paulistano de Arthur Friedenreich. Por sinal, buscando representatividade na disputa com o torneio da APEA, o torneio da LAF foi o segundo Campeonato Paulista da história a ter a participação de um clube do interior do estado: o Paulista Futebol Clube de Jundiaí. Antes, apenas a edição da LPF de 1914 tivera a participação de um clube do interior.

## História
Em 1926, a questão sobre a profissionalização no futebol em São Paulo chega a um ponto limite. A maioria dos times, especialmente os mais jovens apoiam essa mudança, mas os times mais antigos, de origem elitista, não aceitam a popularização do campeonato e criam a Liga dos Amadores de Futebol, a LAF. Essa nova liga, que buscava combater ao falso amadorismo, à indisciplina e à politicagem vigente entre os clubes, se pautando por princípios mais esportistas e menos comerciais, foi formada pelos times decanos do futebol paulista e brasileiro, liderados pelo Paulistano, tendo times como Associação Atlética das Palmeiras, Germânia e Antarctica Futebol Clube. Na APEA prosseguem Corinthians, Palestra Itália, Santos, Portuguesa, Clube Atlético Ypiranga, Sport Club Internacional (São Paulo) e Associação Atlética São Bento.

## Participantes
Oito equipes participaram do Campeonato Paulista da Liga Amadora. Paulistano, Germânia e Associação Atlética das Palmeiras vieram do campeonato da APEA. Foram convidados ainda Antarctica Futebol Clube, Clube Atlético Independência e Britannia Athletic Club. Buscando dar mais representatividade ao torneio, convidou-se dois clubes de fora da capital: o Clube Atlético Santista, de Santos e o Paulista Futebol Clube de Jundiaí.

## Classificação final
| Classificação - Final | Classificação - Final | Classificação - Final | Classificação - Final | Classificação - Final | Classificação - Final | Classificação - Final | Classificação - Final | Classificação - Final | Classificação - Final | Classificação - Final | Classificação - Final |
| Time | Time                  | PG                    | J                     | V                     | E                     | D                     | GP                    | GC                    | SG                    |                       |                       |
| --- | --------------------- | --------------------- | --------------------- | --------------------- | --------------------- | --------------------- | --------------------- | --------------------- | --------------------- | --------------------- | --------------------- |
| 1 | Paulistano            | 35                    | 14                    | 11                    | 2                     | 1                     | 55                    | 14                    | 41                    |                       |                       |
| 2 | Germânia              | 26                    | 14                    | 8                     | 2                     | 4                     | 38                    | 28                    | 10                    |                       |                       |
| 3 | Independência         | 24                    | 14                    | 7                     | 3                     | 4                     | 37                    | 30                    | 7                     |                       |                       |
| 4 | Antarctica            | 23                    | 14                    | 6                     | 5                     | 3                     | 25                    | 19                    | 6                     |                       |                       |
| 5 | AA das Palmeiras      | 21                    | 14                    | 6                     | 3                     | 5                     | 28                    | 24                    | 4                     |                       |                       |
| 6 | Atlético Santista     | 16                    | 14                    | 5                     | 1                     | 8                     | 30                    | 32                    | - 2                   |                       |                       |
| 7 | Paulista              | 10                    | 14                    | 2                     | 4                     | 8                     | 24                    | 46                    | - 22                  |                       |                       |
| 8 | Britannia             | 2                     | 14                    | 0                     | 2                     | 12                    | 20                    | 64                    | - 44                  |                       |                       |
| PG - pontos ganhos; J - jogos; V - vitórias; E - empates; D - derrotas; GP - gols pró; GC - gols contra; SG - saldo de gols |                       |                       |                       |                       |                       |                       |                       |                       |                       |                       |                       |

## Premiação
| Campeão Paulista de 1926 (Campeonato da LAF) |
| -------------------------------------------- |
| PAULISTANO (9º título)                       |